# Roewereca tenebrosa
Roewereca tenebrosa is een hooiwagen uit de familie Assamiidae.